# Козловский, Игнат Игнатьевич
Игнатий Игнатьевич Козловский (1866, Гродно — 19 ноября [1 декабря] 1889, Москва) — российский филолог-славист и палеограф белорусского происхождения.

## Биография
Родился в Гродно в 1866 году. Происходил из дворянского рода Козловских. Окончил Усть-Медведицкую гимназию, затем историко-филологический факультет Московского университета (1889), после окончания которого начал работать учителем в 5-й Московской гимназии. Избран членом-корреспондентом Московского археологического общества. Скоропостижно скончался от сердечного приступа.
Исследовал проблемы сравнительно-исторического литературного славянского языковедения. Автор нескольких работ по сравнительному языковедению и грамматике славянских языков, публиковавшихся в международных славистских журналах. Внёс заметный вклад в исследование текста «Слова о полку Игореве».